# Maesobotrya klaineana
Maesobotrya klaineana är en emblikaväxtart som först beskrevs av Jean Baptiste Louis Pierre, och fick sitt nu gällande namn av Jean Joseph Gustave Léonard. Maesobotrya klaineana ingår i släktet Maesobotrya och familjen emblikaväxter. Inga underarter finns listade i Catalogue of Life.